# Luciferas
Luciferaser är en klass av enzymer som förekommer hos organismer med bioluminiscens. Deras substrat är  luciferin, en heterogen grupp av komplicerade heterocykliska ämnen, som kan avge ljus.
Luciferas katalyserar en ATP-beroende reaktion, där luciferin med hjälp av syrgas oxideras till oxyluciferin. Denna molekyl är exciterad och återgår snart till luciferin, varvid energi avges som en foton.
Luciferaser finns hos många olika grupper av djur, t.ex. insekter (lysmaskar, eldflugor), kräftdjur (lysräkor, vissa hoppkräftor), nässeldjur, dinoflagellater och bakterier, och troligen även hos vissa svampar.
Luciferaser har fått användning i molekylärbiologin. "Firefly luciferase", som isolerats från en eldfluga, används som reportergen vid studier av promotoraktivitet samt protein-protein-interaktioner. För att studera hur en promotor regleras kan man t.ex. placera en luciferasgen efter promotorn. Med hjälp av en fotometer mäter man den emitterade ljusenergin, som är proportionell mot mängden bildat luciferas, vilket är ofta enklare än att mäta den ursprungliga genprodukten.